# 유고 (온향후)
유고(劉固, ? ~ ?)는 전한 말기의 제후로, 조공왕의 아들이다.

## 행적
수화 원년(기원전 8년), 온향후(縕鄕侯)에 봉해졌다.
온향후 고 16년(기원후 8년), 전한이 멸망하여 작위가 박탈되었다.

## 출전
- 반고, 《한서》 권15하 왕자후표 下

| 선대 (첫 봉건) | 전한의 온향후 기원전 8년 6월 병인일 ~ 기원후 8년 | 후대 (전한 멸망) |